# 宮崎カントリークラブ
宮崎カントリークラブ（みやざきカントリークラブ）は、宮崎県宮崎市に所在するゴルフコースである。宮交ホールディングスのグループ会社である宮崎ゴルフ株式会社が運営している。

## 概要
1960年（昭和35年）に、宮崎県で初となる本格的ゴルフコースとして誕生した。
宮交ホールディングスグループに属する宮崎ゴルフ株式会社がコースを所有・運営している。
コース設計は昭和時代のトップアマチュア選手で、井上誠一と並ぶ名設計家と謂われる三好徳行が手掛け、現在では日本のゴルフ聖地百選に数えられる名門コースとなった。
本コースは毎年11月末に日本女子プロゴルフ協会（JLPGA）ツアー大会のシーズン最終戦にして、かつ公式競技大会である『JLPGAツアーチャンピオンシップ』が開催されることでも有名である。

## コースの特徴
日向灘に面した海沿いのコースで知られ、松林（防風林）と自然の美を最大限に活かしている。設計者の三好徳行は『グリーンは一つであるべき』との考えから、本コースでは高麗芝によるワングリーンを採用している。
特に14番ホール（383ヤード・パー4）では、1860年の第1回全英オープンゴルフ開催コースであるプレストウィック・ゴルフ・クラブ（スコットランド）を意識してフェアウェイ中央部に松の植え込みを配置し、競技者に対して第二打の選択を迷わせる形を採用するなど戦略性を高めた設計が宮崎カントリークラブのコース特性である。
また本コースでは18ホールすべてに種類の異なる南国の樹々を植樹し、楠、夾竹桃、サボテンというように各コースに植樹樹木の名称を配していることでも知られる。

## 交通アクセス
- 宮崎空港より乗用車で5分。
  - プロゴルフトーナメント開催時は宮崎空港よりシャトルバスを運行[5]。